# Svartrot

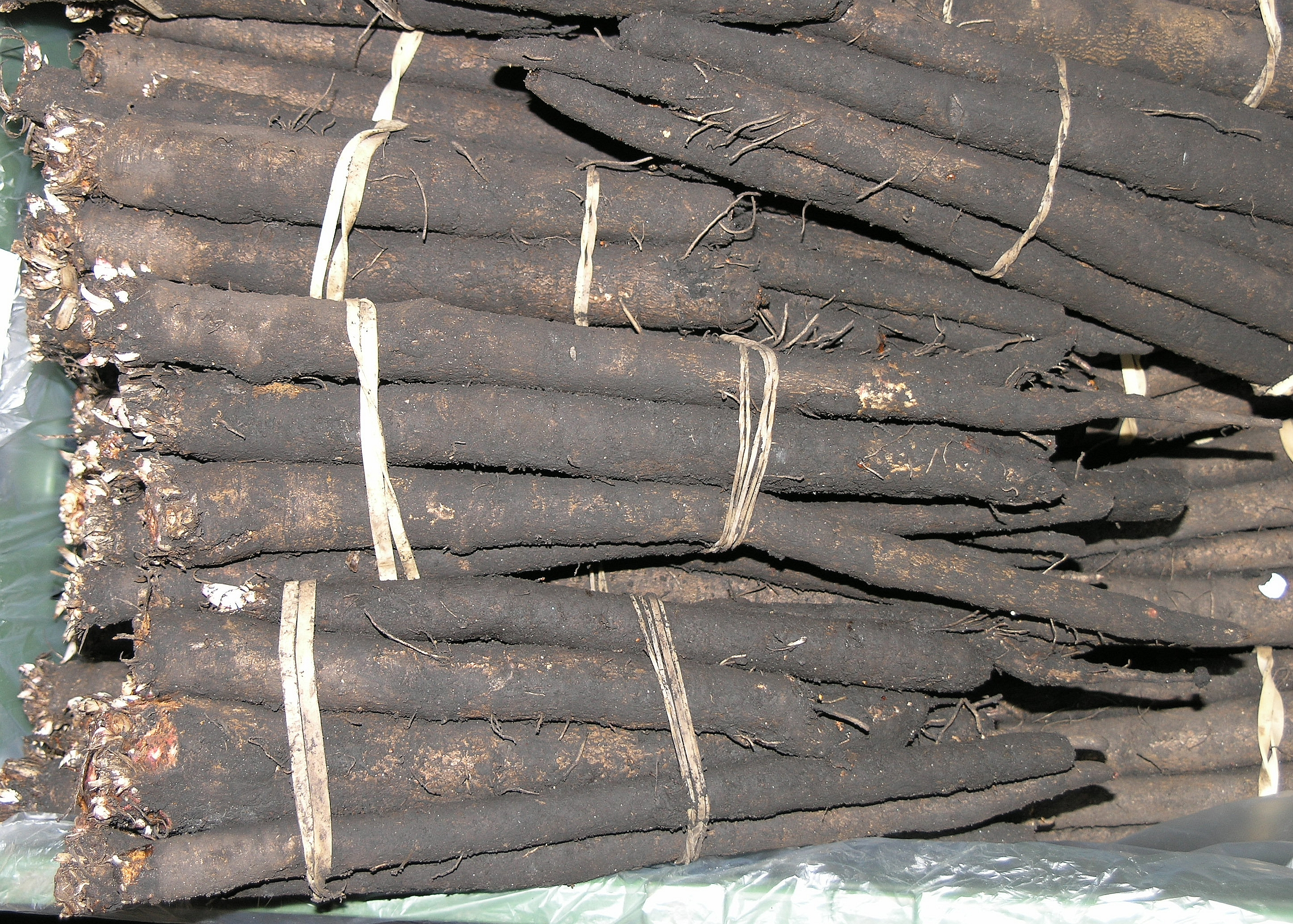
Buntar med svartrötter. Svartrot skalas, kokas och serveras vanligtvis på samma sätt som sparris.

Svartrot (Scorzonera hispanica) L,.är en art i familjen korgblommiga växter (Asteraceae). Svartroten är flerårig och växer vild i södra Europa och Kaukasien. 

## Odling
Den har odlats som föda mycket länge och kom till Sverige första gången någon gång mellan 1600 och 1650. Då var den ganska sällsynt i Sverige och odlades mest i större trädgårdar (det vill säga hos adeln).
Runt 1700 blev svartroten allmän och odlades i nästan var mans trädgård. Detta höll i sig under hela 1800-talet men sedan under 1900-talet händer det något. När man gör en uppteckning av namnsorter under slutet av 1960-talet så har antalet varianter minskat radikalt och hos många fröfirmor har svartroten helt försvunnit ur växtlistorna.
Under 1990-talet återupptäcks svartroten och antalet sorter börjar nu öka igen.

## Namn
Det vetenskapliga namnet på svartrot kommer enligt en av två möjliga förklaringar från medeltidslatinets curtio med genitivformen curtionis som betyder giftorm. Med anledning av detta så kallas svartroten för bland annat snake grass, serpent root och viper's grass i engelsktalande länder. Växten användes i Spanien för att mildra effekterna av ormbett, vilket de gamla svenska namnen på örten, "ormemörda" och "spanisk ormeroot" vittnar om. På svenska har roten även kallats för fattigmanssparris, bondsparris och scortzonera. Den har även kallats för ringormsrötter i södra Sverige. En annan förklaring till växtens latinska namn är att det återgår på italienskans scorza nera som betyder svart bark, vilket syftar på roten.

## Okokt svartrot
Rå svartrot kan ge svåra magkramper enligt företaget Mossagården. Näthandlaren avråder därför starkt från att äta okokt svartrot.